# Hauser & Wirth
Hauser & Wirth és una galeria d'art modern i contemporani fundada a Zurich el 1992 i amb diverses seus arreu del món.

## Història
Hauser & Wirth va ser fundada el 1992 a Zuric per Iwan Wirth, Manuela Wirth i Ursula Hauser, a qui es va unir l'any 2000 Marc Payot com a copresident. El 2020, Ewan Venters va ser nomenat director executiu de l'organització.
La galeria representa més de 80 artistes i patrimonis d'artistes, inclosos Mark Bradford, Roni Horn, Paul McCarthy, George Condo, Pipilotti Rist, Lorna Simpson, Avery Singer o Rashid Johnson, i gestiona diverses propietats o fundacions d'artistes, com ara la finca de Philip Guston, la de Louise Bourgeois, i la finca de Jack Whitten.

## Seus
Hauser & Wirth té diverses seus a Europa (Zuric, Londres, Somerset, Gstaad, St. Moritz, Menorca i Mònaco), Àsia (Hong Kong) i Amèrica del Nord (Manhattan, Southampton, Nova York i Los Angeles).
Quan la galeria es va fundar el 1992, es gestionava inicialment des de l'apartament de Zuric d'Iwan Wirth. El primer local permanent es va obrir a l'antic edifici Löwenbräu que es va convertir en Hauser & Wirth Zürich el 1996. El 2003 van obrir la seva primera sucursal a Londres, dissenyada per Edward Lutyens ocupant l'espai d'un antic banc. El 2013, la galeria va obrir un espai a l'antiga discoteca i pista de patinatge Roxy de Nova York. El 2014, la galeria va renovar Durslade Farm, una col·lecció d'edificis en una zona rural de Somerset, per crear Hauser & Wirth Somerset. La galeria també va restaurar Globe Mills, un antic molí fariner al centre de Los Angeles el 2016.
La primavera de 2020, Hauser & Wirth va obrir el seu primer espai de galeria construït específicament com a tal al 542 West 22nd Street al districte d'art West Chelsea de Nova York, un projecte dissenyat per Selldorf Architects. El juliol de 2021, la galeria va obrir un centre d'art a l'Illa del Rei a Menorca després d'un projecte de conservació supervisat per Luis Laplace, reutilitzant els edificis històrics existents a l'illa. La galeria va ser guardonada amb la Millor Iniciativa de Responsabilitat Social pel Govern de les Illes Balears el setembre de 2021, catalogada com una de les 'Obres meravelloses 2022' pels editors internacionals d'Architectural Digest i nomenada 'Millor destinació artística' als Premis de Disseny Wallpaper* 2022. El 2021 Hauser & Wirth va adquirir l'edifici Thomas Goode al 19 South Audley Street a Mayfair per crear un nou espai de referència a Londres.
El juny de 2022 la galeria va anunciar l'obertura d'un nou espai a París. L'arquitecte Luis Laplace, resident a París, va ser designat per supervisar les renovacions de l'espai, un hotel del segle xix.

## Exposicions destacades
Des de 1992, Hauser & Wirth ha organitzat diverses exposicions internacionals, com ara:
- Alexander Calder. Mòbils i Gouaches / Joan Miró. Escultures i pintures a Zuric (1992)[30]
- La instal·lació de Roth Bar a l'exposició individual de Dieter Roth a la galeria de Zuric el 1997[31]
- David Hammons a Hauser & Wirth Zürich (2003);[32]
- Una presentació d'obres de la col·lecció Onnasch a Hauser & Wirth Londres i Nova York, 18th Street (2013)[33]
- L'exposició inaugural a Hauser & Wirth Los Angeles: Revolution in the Making: Abstract Sculpture by Women, 1947 - 2016 (2016)[34]
- Schwitters Miró Arp a Hauser & Wirth London (2016)[35]
- Louise Bourgeois & Pablo Picasso : Anatomies of Desire a Hauser & Wirth Zürich (2019);[36]
- Mark Bradford. Masses i moviments Expo inaugural de Hauser & Wirth Menorca.[37]

## Publicacions
L'activitat editorial de Hauser & Wirth es remunta a 1992 i consta de monografies, llibres d'artista, catàlegs d'exposicions històriques, col·leccions d'escrits d'artistes i catàlegs raonats. Aquests inclouen els diaris d'Eva Hesse, Louise Bourgeois & Pablo Picasso: Anatomies of Desire, i la reedició de la primera monografia i catàleg raonat de Marcel Duchamp el 2021.
El juny de 2019, Hauser & Wirth Publishers va obrir una llibreria pròpia al centre històric de Zuric, on abans hi havia la llibreria Oprecht & Helbling i l'editorial Europa Verlag.

## Projectes
Hauser & Wirth Somerset van iniciar un programa d'artistes en residència el 2013 convidant artistes a passar un llarg període vivint i treballant a Bruton, un poble a Somerset, Anglaterra. Hi han passat artistes com Pipilotti Rist, Bharti Kher, Mark Wallinger, Rashid Johnson, Martin Creed, Henry Taylor, o Thomas J Price.
També col·labora amb diverses institucions educatives com l'escola d'art de la Bath Spa University o el Hunter College de Nova York, fomentant projectes d'intercanvi i de suport a artistes emergents.
El 2021 Hauser & Wirth Menorca va organitzar el seu primer Education Lab durant la seva exposició inaugural amb Mark Bradford. L'artista va dirigir una residència d'educació artística amb alumnes de l'Escola d'Art de Menorca.
Hauser & Wirth és mecenes de la Gallery Climate Coalition (GCC) i altres iniciatives com l'associació a Menorca amb el Fons de Preservació de Menorca en l'obertura de la galeria a Menorca, Reserva de la Biosfera de la UNESCO. L'empresa disposa d'un equip propi de sostenibilitat mediambiental.